# Вертеп (село)
Верте́п — село в Хустській міській громаді у Закарпатській області в Україні.
Належить до Рокосівського старостинського округу, до складу якого входять території сіл Рокосово і Вертеп.
Протяжність кордонів села Вертеп з півночі на південь 1 км 867 м із заходу на схід 1 км 55 м.

## Георграфія

### Розташування
Вертеп розташований за 6 км від Рокосова (якщо брати по прямій дорозі) і за 2 км — від села Широке (яке вже є Виноградівщиною). 
Місцеві історики кажуть, що саме село Широке започатковане там, де нині Вертеп, і власне з нього воно так широко і розрослося.
Вертеп — межове село. На ньому закінчується Виноградівщина і починається Хустщина. Іншим своїм краєм воно торкається Іршавщини. Таке розташування дуже цікаво відбивається на житті самих вертепівчан.

### Вулиці с. Вертеп з поштовим індексом 90411
Має 3 вулиці, в яких 164 будинки (станом на 26.09.2023 р.):
1. Івана Франка вул.
2. Коцюбинського вул.
3. Садова вул.

## Історія

### Перша згадка
Перші згадки про давні поселення на місці села — 1350-1385 рр.

### Попередня назва
- 1940-ві роки - Романівка. У радянські часи, коли з релігією не мало бути нічого спільного, Вертеп на певний час перейменували в Романівку, бо в селі багато людей із прізвищем Роман.
- 1961 рік -  Вертеп. Найбільш імовірно, що вона виникла через те, що село розташоване у важкодоступному місці.

### Вишній Шард
До 1945 р. три сучасні села трьох сусідніх районів: Вертеп (Хустський район), Заболотне (Іршавський район) і Широке (Виноградівський район) — становили одне велике село Вишній Шард.

### Торговий шлях
Є ще одна цікава версія походження села і його назви. В ті давні часи основна дорога з Хуста йшла не там, де тепер, а значно правіше, власне через Вертеп. Один із місцевих істориків каже, що село заснували грабіжники, які промишляли на торговому шляху. На користь цієї версії може слугувати й той факт, що, за великим тлумачним словником української мови, одне із значень слова вертеп — сховище або місце гульбища злочинців.

### Назва села в жіночому роді — Вертепа
Місцеві жителі кажуть про своє село в жіночому роді — Вертепа.
Вертепою західні українці називають провалля, яр, ущелину. Тож цілком можливо, що назва села походить від особливостей рельєфу цієї місцини.

### Березові віники для грошей
Здавна у Вертепі в’яжуть на продаж березові віники. Дехто з вертепівчан і нині возить віники по базарах, але більшість людей їх лише в’яжуть, а перекупщики приїжджають за товаром просто під хату. За день добрий спеціаліст може нав’язати до 100 штук. Причому не всі віники однакові за якістю, і, відповідно, за ціною. Везуть їх на продаж навіть в Угорщину.

### Різдво
До церкви, збудованої в 1934 році поблизу нинішньої розвилки між Вертепом і Заболотним, одночасно ходять молитися жителі трьох сіл. А на Різдво бетлегеми, поколядувавши вдома, йдуть у Заболотне, Раковець, Широке і навіть Рокосово. Все-таки пам’ять і вікові традиції нелегко стерти адміністративним втручанням.
На Різдво село перетворюється на казкове поселення, де лунають колядки звідусіль. До свята місцеві готуються заздалегідь. До Святвечора господині печуть Карачуни. Цей калач ставлять під скатертину на столі, де він і лежить всі свята. Роблять це, бо вважають Карачун оберегом.
З появою Різдвяної зірки, що сповіщає про народження Христа, родини приступають до Святої вечері, а відтак і чекають на появу колядників. Колядувати до осель у селі з різдвяної назвою спочатку приходять діти та підлітки. Хлопці носять Віфлиєм, тим часом дівчата – Різдвяну зірку. Маленьким колядникам дякують солодощами та фруктами, хоча за сучасною традицією дають і гроші.
У Вертепі існує традиція, що доросла дівчина не може йти колядувати. Вона повинна сидіти вдома і чекати, коли колядники прийдуть до неї. Загалом дорослі дівчата та жінки залишаються вдома, щоб приймати бетлегемів (учасників різдвяного дійства). Коли до дівчини приходять колядники, вони питають, чи можна танцювати "гуру". Це танець, який танцюють тільки для дівчат, що уже на виданні.
Дорослих колядників після виконання колядок та танців, запрошують до столу господарі оселі. Бетлегеми колядують по селу до початку всеношної служби у церкві. Там згодом і збираються всі колядничі групи. Продовжують колядувати 7 січня після ранкової святкової літургії, коли господарі осель повернуться  додому.
Бетлегеми у селі Вертеп вбираються у спеціальний одяг. Кожен із учасників виконує роль когось із різдвяних персонажів. Найпоширеніші: два янголи, дід та баба, чорт, чотири вівчарі, жид і циганин. Часом колядники додають і нових персонажів, як от поліцію чи політичних діячів. Костюми бетлегемників дуже яскраві, часом страшні, дзвенять і роблять багато шуму, щоб навкруги всі чули, що йдуть колядники.
Коляди, що лунають у селі з різдвяною назвою, мають різні мотиви. Це як українські пісні, так і словацькі, угорські, румунські. Близькість із кордоном накладає відбиток як на побут місцевих, так і на фольклор. Також тут знають такі коляди, які не співають бвльше ніде в Україні. Тож місцеві вважають себе справжніми хранителями різдвяних традицій. Усі вертепівці з нетерпінням чекають на Різдво. У святкові дні вони відзначають народження Ісуса Христа та іменини села.

## Населення
Населення — 465 мешканців.
Кількість вулиць — 3.
Кількість дворів — 159.

### Мова
Розподіл населення за рідною мовою за даними перепису 2001 року:
| Мова       | Кількість | Відсоток |
| ---------- | --------- | -------- |
| українська | 453       | 99.34%   |
| російська  | 2         | 0.44%    |
| словацька  | 1         | 0.22%    |
| Усього     | 456       | 100%     |

## Джерело з лікувальною водою
У селі є Джерело з лікувальною водою. У ньому здавна купалися люди, викопуючи для цього ями і нагріваючи воду розпеченим камінням.
За часів УРСР це джерело було спільним, якийсь час селяни ходили й лікувалися там, але у теперішній новий час його приватизували. 

## Сільське господарство
2010 року утримували 96 корів; 
Пересічно по 0,15 га полуничних плантацій на господарство.
Кілька десятків сімей займаються плетінням віників, які постачають навіть до Угорщини.
Заготовляють гриби, ягоди, сливи, яблука.
Славиться вертеп ще й самогоном. Варять його переважно із слив, цукру і зерна. Хоча на палинці налагодженого бізнесу не було і немає, купити пляшку завжди можна. Так само й із вином: виноград росте, вино люди роблять, але для себе, а не для бізнесу.

## Навчально-виховний комплекс
Є навчально-виховний комплекс поєднаний з осередком культури.
В одній двоповерховій споруді розміщені:
- ФАП
- бібліотека на 5,7 тис. книжок
- клуб
- дитячий садок
- початкова школа зі спортзалом)[6]

## Туристичні місця
- Джерело з лікувальною водою.